# 黑魮脂鯉
黑魮脂鯉（学名：Hyphessobrycon niger），為輻鰭魚綱脂鯉目脂鯉亞目脂鯉科的其中一個種，為熱帶淡水魚，分布於南美洲哥倫比亞奧里諾科河上游流域，體長可達2.8公分，棲息在底中層水域，生活習性不明。
其种加词“niger”意为“黑色的”。